# Tetragnatha elongata
Tetragnatha elongata este o specie de păianjeni din genul Tetragnatha, familia Tetragnathidae, descrisă de Charles Athanase Walckenaer în anul 1842.

## Subspecii
Această specie cuprinde următoarele subspecii:
- T. e. debilis
- T. e. principalis
- T. e. undulata